# Episodi speciali di Squadra Speciale Colonia
| N° | Titolo originale            | Titolo in italiano                              | Prima TV Germania | Prima TV Italia |
| -- | --------------------------- | ----------------------------------------------- | ----------------- | --------------- |
| 1  | Tod einer Polizistin        |                                                 | 26 gennaio 2007   |                 |
| 2  | Die Zeit heilt keine Wunden | Il tempo non guarisce le ferite (prima parte)   | 30 agosto 2017    | 27 agosto 2020  |
| 2  | Die Zeit heilt keine Wunden | Il tempo non guarisce le ferite (seconda parte) | 30 agosto 2017    | 28 agosto 2020  |